# Темноклювый воробьиный попугайчик
Темноклювый воробьиный попугайчик, или попугайчик Склейтера (лат. Forpus sclateri), — птица семейства попугаевых, в настоящее время рассматривается как подвид Forpus modestus.

## Внешний вид
Длина тела 12 см, хвоста 3 см. Окраска оперения интенсивно-зелёного цвета. Надклювье светло-серое. Крылышко, второстепенные маховые перья и поясница синие. Самки отличаются от самцов отсутствием синей краски на крыльях.

## Распространение
Обитает на востоке Эквадора, в Бразилии, Венесуэле и Перу.